# Werner Perathoner
Werner Perathoner (* 21. September 1967 in Brixen) ist ein ehemaliger italienischer Skirennläufer. Der Südtiroler errang insgesamt zwei Weltcupsiege in seiner Karriere.

## Biografie
Der in Wolkenstein aufgewachsene Perathoner erzielte 1988 seinen ersten Podestplatz im Skiweltcup überraschend in der Abfahrt von Leukerbad, als er den 3. Platz belegte. Danach folgten viele Verletzungen, so dass er erst im Winter 1992/93 wieder Anschluss im Weltcup fand. Ende der Saison belegte er in den Abfahrten von Lillehammer in 24 Stunden zwei 2. Plätze. Diese Resultate egalisierte Perathoner im Super-G von Lech im Dezember 1993.
Im Super-G von Lillehammer im März 1995 gewann er sein erstes Weltcuprennen, diesen Sieg bestätigte er in der folgenden Saison im Super-G von Garmisch-Partenkirchen. Seinen letzten Podestplatz erreichte er im März 1998 auf seiner "Lieblingsstrecke" in Lillehammer. Dort erreichte er in der Abfahrt nochmals einen 2. Platz.
An Großereignissen gewann er keine Medaillen: Im Super-G bei den Olympischen Winterspielen 1994 in Lillehammer wurde er Fünfter und in der Abfahrt bei den Weltmeisterschaften 1996 in der Sierra Nevada Siebter. Von 1993 bis 1996 wurde er viermal in Folge italienischer Meister im Super-G. Ende der Saison 1997/98 trat Perathoner zurück.

## Erfolge

### Olympische Spiele
- Lillehammer 1994: 5. Super-G
- Nagano 1998: 15. Super-G, 16. Abfahrt

### Weltmeisterschaften
- Morioka 1993: 31. Abfahrt
- Sierra Nevada 1996: 7. Abfahrt, 19. Super-G
- Sestriere 1997: 13. Super-G

### Weltcupwertungen
| Saison  | Gesamt | Gesamt | Abfahrt | Abfahrt | Super-G | Super-G |
| Saison  | Platz  | Punkte | Platz   | Punkte  | Platz   | Punkte  |
| ------- | ------ | ------ | ------- | ------- | ------- | ------- |
| 1987/88 | 62.    | 15     | 27.     | 15      | –       | –       |
| 1992/93 | 23.    | 295    | 9.      | 256     | 35.     | 39      |
| 1993/94 | 41.    | 202    | 33.     | 62      | 12.     | 140     |
| 1994/95 | 15.    | 506    | 8.      | 269     | 3.      | 237     |
| 1995/96 | 19.    | 406    | 9.      | 233     | 9.      | 173     |
| 1996/97 | 24.    | 368    | 10.     | 238     | 14.     | 130     |
| 1997/98 | 22.    | 359    | 14.     | 252     | 15.     | 107     |
| 1998/99 | 95.    | 26     | 48.     | 14      | 38.     | 12      |

### Weltcupsiege
| Datum           | Ort                    | Land        | Disziplin |
| --------------- | ---------------------- | ----------- | --------- |
| 10. März 1995   | Kvitfjell              | Norwegen    | Super-G   |
| 5. Februar 1996 | Garmisch-Partenkirchen | Deutschland | Super-G   |

### Weitere Erfolge
- 4 italienische Meistertitel (Super-G 1993–1996)
- 2 Podestplätze im South American Cup
- 1 Sieg in einem FIS-Rennen